# Michael Farrenkopf
Michael Farrenkopf (* 15. September 1966 in Bad Hersfeld) ist ein deutscher Historiker.

## Leben
Michael Farrenkopf studierte Geschichte, Publizistik und Kunstgeschichte an der Johannes Gutenberg-Universität Mainz und in Berlin (FU, TU und HU). 2000 wurde er an der Technischen Universität Berlin mit einer Arbeit über das Explosionsrisiko im industriellen Ruhrbergbau durch Schlagwetter und Kohlenstaub in den Jahren von 1850 bis 1914 promoviert. Auszeichnung mit dem Nachwuchspreis der Georg-Agricola-Gesellschaft zur Förderung der Geschichte der Naturwissenschaften und der Technik e.V. Er ist seit 2001 Leiter des Montanhistorischen Dokumentationszentrums beim Deutschen Bergbau-Museum Bochum, seit 2014 ist er Mitglied im Direktorium und von 2020 bis 2022 war er stellvertretender Direktor des Deutschen Bergbau-Museums Bochum, Leibniz-Forschungsmuseum für Georessourcen.
Seit 2004 hat Michael Farrenkopf Lehraufträge wahrgenommen am Historischen Institut der Ruhr-Universität Bochum sowie am Institut für Industriearchäologie, Wissenschafts- und Technikgeschichte (IWTG) der TU Bergakademie Freiberg. Von 2004 bis 2017 war er Leiter des von ihm initiierten Historiker-Kreises des Vereins deutscher Kokerei-Fachleute e.V. und gemeinsam mit Wilhelm Füßl seit 2005 Gründungssprecher des Arbeitskreises Archive der Leibniz-Gemeinschaft. Seit 2021 ist er Vorsitzender des Vorstands der Georg-Agricola-Gesellschaft für Technikgeschichte und Industriekultur e.V.

## Veröffentlichungen
Monografien
- Michael Farrenkopf, Stefan Przigoda: Schwarzes Silber. Die Geschichte des Steinkohlenbergwerks Sophia-Jacoba. Hückelhoven/Essen, 1997.
- Michael Farrenkopf, Evelyn Kroker: Grubenunglücke im deutschsprachigen Raum. Katalog der Bergwerke, Opfer, Ursachen und Quellen. Bochum, 1998
- Michael Farrenkopf: Schlagwetter und Kohlenstaub. Das Explosionsrisiko im industriellen Ruhrbergbau (1850-1914). Dt. Bergbaumuseum, Bochum 2003 (Zugl.: Berlin, Techn. Univ., Diss., 2001).
- Michael Farrenkopf, Michael Ganzelewski: 75 Jahre Deutsches Bergbau-Museum Bochum im Spiegel ausgewählter Exponate. Ein Rundgang zur Geschichte des DBM – Kurzführer. Bochum, 2005.
- Michael Farrenkopf: Mythos Kohle. Der Ruhrbergbau in historischen Fotografien aus dem Bergbau-Archiv Bochum, Münster 2009 [2. Aufl., 2013].
- Michael Farrenkopf: „Zugepackt – heißt hier das Bergmannswort“ – Die Geschichte der Hauptstelle für das Grubenrettungswesen im Ruhrbergbau, unter Mitarbeit von Susanne Rothmund, Bochum 2010 (= Veröffentlichungen aus dem Deutschen Bergbau-Museum Bochum, Nr. 178; = Schriften des Bergbau-Archivs, Nr. 22).
- Wolfgang Berke, Michael Farrenkopf, Wolfgang Grubert, Stefan Przigoda: Auf Zeche. Entdecken, Erleben, Erinnern. Der Reiseführer zu mehr als 100 Standorten im Ruhrgebiet, Essen 2013 (Reihe extraRuhr; = Schriften des Bergbau-Archivs, Nr. 26) [2. Aufl., 2016; 3. Aufl., 2017].
- Christian Böse, Michael Farrenkopf: Zeche am Strom. Die Geschichte des Bergwerks Walsum, Bochum 2014 (= Veröffentlichungen aus dem Deutschen Bergbau-Museum Bochum, Nr. 199; = Schriften des Bergbau-Archivs, Nr. 28) [2. Aufl., 2015].
- Lars Bluma, Michael Farrenkopf, Stefan Przigoda: Geschichte des Bergbaus, Berlin 2018 (= Veröffentlichungen aus dem Deutschen Bergbau-Museum Bochum, Nr. 225; = Schriften des Bergbau-Archivs, Nr. 31).
- Christian Böse, Michael Farrenkopf, Andrea Weindl: Kohle – Koks – Öl. Die Geschichte des Bergwerks Prosper-Haniel, Münster 2018 (= Veröffentlichungen aus dem Deutschen Bergbau-Museum Bochum, Nr. 229; = Schriften des Bergbau-Archivs, Nr. 34).

Herausgeberschaften
- Michael Farrenkopf (Hrsg.): Koks – Die Geschichte eines Wertstoffes, 2 Bde., Bochum (2003) (= Veröffentlichungen aus dem Deutschen Bergbau-Museum Bochum, Nr. 117; = Schriften des Bergbau-Archivs, Nr. 12).
- Holger Menne, Michael Farrenkopf (Bearb.): Zwangsarbeit im Ruhrbergbau während des Zweiten Weltkrieges. Spezialinventar der Quellen in nordrhein-westfälischen Archiven, Bochum 2004 (= Veröffentlichungen aus dem Deutschen Bergbau-Museum Bochum, Nr. 123; = Schriften des Bergbau-Archivs, Nr. 15).
- Mechthild Black-Veldtrup, Michael Farrenkopf, Wilfried Reininghaus (Hrsg.): Die Überlieferung der preußischen Bergverwaltung. Erfahrungen und Perspektiven zur Bearbeitung des sachthematischen Inventars der preußischen Berg-, Hütten- und Salinenverwaltung, 1763–1865, Bochum/Münster 2005 (= Veröffentlichungen aus dem Deutschen Bergbau-Museum Bochum, Nr. 131; = Schriften des Bergbau-Archivs, Nr. 17; = Veröffentlichungen des Landesarchivs Nordrhein-Westfalen, Bd. 1).
- Stefan Brüggerhoff, Michael Farrenkopf, Wilhelm Geerlings (Hrsg.): Montan- und Industriegeschichte. Dokumentation und Forschung, Industriearchäologie und Museum. Festschrift für Rainer Slotta zum 60. Geburtstag, Paderborn u. a. 2006.
- Michael Farrenkopf, Peter Friedemann (Hrsg.): Die Grubenkatastrophe von Courrières 1906. Aspekte transnationaler Geschichte, Bochum 2008 (= Veröffentlichungen aus dem Deutschen Bergbau-Museum Bochum, Nr. 164; = Schriften des Bergbau-Archivs, Nr. 20).
- Wilhelm Busch, Michael Farrenkopf, Rainer Slotta (Hrsg.): Das architektonische Werk der Architekten Fritz Schupp und Martin Kremmer, Bd. 2: Der zeichnerische Nachlass der Architekten Fritz Schupp und Martin Kremmer. Inventar und Bestandskatalog, Bochum 2011 (= Veröffentlichungen aus dem Deutschen Bergbau-Museum Bochum, Nr. 183; = Schriften des Bergbau-Archivs, Nr. 23).
- Thomas Eser, Michael Farrenkopf, Dominik Kimmel, Achim Saupe, Ursula Warnke (Hrsg.): Authentisierung im Museum. Ein Werkstatt-Bericht, Mainz 2017 (= RGZM – Tagungen, Bd. 32).
- Michael Farrenkopf, Stefan Goch, Manfred Rasch, Hans-Werner Wehling (Hrsg.): Die Stadt der Städte. Das Ruhrgebiet und seine Umbrüche, Essen 2019.
- Norman Pohl, Michael Farrenkopf, Friederike Hansell (Hrsg.): Lebenswerk Welterbe. Aspekte von Industriekultur und Industriearchäologie, von Wissenschafts- und Technikgeschichte. Festschrift für Helmuth Albrecht zum 65. Geburtstag, Berlin/Diepholz 2020.
- Michael Farrenkopf, Stefan Siemer (Hrsg.): Bergbausammlungen in Deutschland. Eine Bestandsaufnahme, Berlin/Boston 2020 (= Veröffentlichungen aus dem Deutschen Bergbau-Museum Bochum, Nr. 233; = Schriften des Montanhistorischen Dokumentationszentrums, Nr. 36).
- Michael Farrenkopf, Stefan Siemer (Hrsg.): Perspektiven des Bergbauerbes im Museum: Vernetzung, Digitalisierung, Forschung, Berlin/Boston 2020 (= Veröffentlichungen aus dem Deutschen Bergbau-Museum Bochum, Nr. 235; = Schriften des Montanhistorischen Dokumentationszentrums, Nr. 37).
- Michael Farrenkopf, Torsten Meyer (Hrsg.): Authentizität und industriekulturelles Erbe. Zugänge und Beispiele, Berlin/Boston 2020 (= Veröffentlichungen aus dem Deutschen Bergbau-Museum Bochum, Nr. 238; = Schriften des Montanhistorischen Dokumentationszentrums, Nr. 39).
- Michael Farrenkopf, Andreas Ludwig, Achim Saupe (Hrsg.): Logik und Lücke. Die Konstruktion des Authentischen in Archiven und Sammlungen, Göttingen 2021.
- Lars Bluma, Michael Farrenkopf, Torsten Meyer (Hrsg.): Boom – Crisis – Heritage. King Coal and the Energy Revolutions after 1945, Berlin/Boston 2021 (= Veröffentlichungen aus dem Deutschen Bergbau-Museum Bochum, Nr. 242; = Schriften des Montanhistorischen Dokumentationszentrums, Nr. 42).
- Michael Farrenkopf, Stefan Siemer (Hrsg.): Materielle Kulturen des Bergbaus | Material Cultures of Mining. Zugänge, Aspekte und Beispiele | Approaches, aspects and examples, Berlin/Boston 2022 (= Veröffentlichungen aus dem Deutschen Bergbau-Museum Bochum, Nr. 243; = Schriften des Montanhistorischen Dokumentationszentrums, Nr. 43).
- Helmuth Albrecht, Michael Farrenkopf, Helmut Maier, Torsten Meyer (Hrsg.): Bergbau und Umwelt in DDR und BRD. Praktiken der Umweltpolitik und Rekultivierung, Berlin/Boston 2022 (= Veröffentlichungen aus dem Deutschen Bergbau-Museum Bochum, Nr. 253; = Schriften des Montanhistorischen Dokumentationszentrums, Nr. 46).
- Michael Farrenkopf, Aikaterina Filippidou, Torsten Meyer, Stefan Przigoda, Achim Saupe, Tobias Schade (Hrsg.): Alte Dinge – Neue Werte. Musealisierung und Inwertsetzung von Objekten, Göttingen 2022 (= Wert der Vergangenheit, Bd. 6).
- Helmuth Albrecht, Michael Farrenkopf, Torsten Meyer (Hrsg.): Der Umgang mit den Denkmalen des Braunkohlenbergbaus, Halle/Saale 2023 (= INDUSTRIEarchäologie – Studien zur Erforschung, Dokumentation und Bewahrung von Quellen zur Industriekultur, hrsg. v. Helmuth Albrecht, Susanne Richter und Michael Farrenkopf, Bd. 22).
- Helmuth Albrecht/Michael Farrenkopf/Helmut Maier/Torsten Meyer (Hrsg.): Historische Biographik und kritische Prosopographie als Instrumente in den Geschichtswissenschaften, Berlin/Boston 2023 (= Veröffentlichungen aus dem Deutschen Bergbau-Museum Bochum, Nr. 257; = Schriften des Montanhistorischen Dokumentationszentrums, Nr. 47).

Ausstellungskataloge
- Michael Farrenkopf, Michael Ganzelewski, Stefan Przigoda: Courrières 1906 – Eine Katastrophe in Europa. Explosionsrisiko und Solidarität im Bergbau. Führer und Katalog zur Ausstellung, unter Mitarbeit von  Bochum, 2006 (= Veröffentlichungen aus dem Deutschen Bergbau-Museum Bochum, Nr. 143; = Schriften des Bergbau-Archivs, Nr. 18).
- Michael Farrenkopf, Michael Ganzelewski, Stefan Przigoda, Inga Schnepel, Rainer Slotta (Hrsg.): Glück auf! Ruhrgebiet – Der Steinkohlenbergbau nach 1945. Katalog der Ausstellung des Deutschen Bergbau-Museums Bochum vom 6. Dezember 2009 bis 2. Mai 2010, Bochum 2009 (= Veröffentlichungen aus dem Deutschen Bergbau-Museum Bochum, Nr. 169; = Schriften des Bergbau-Archivs, Nr. 21).
- Michael Farrenkopf, Michael Ganzelewski: Das Wissensrevier. 150 Jahre Westfälische Berggewerkschaftskasse/DMT-Gesellschaft für Lehre und Bildung. Katalog zur Sonderausstellung. Deutsches Bergbau-Museum Bochum vom 29. Juni 2014 bis 22. Februar 2015, Bochum 2014 (= Jürgen Kretschmann, Michael Farrenkopf [Hrsg.]: Das Wissensrevier. 150 Jahre Westfälische Berggewerkschaftskasse/DMT-Gesellschaft für Lehre und Bildung, Bd. 2; zugleich: Veröffentlichungen aus dem Deutschen Bergbau-Museum Bochum, Nr. 198; = Schriften des Bergbau-Archivs, Nr. 29).
- Franz-Josef Brüggemeier, Michael Farrenkopf, Heinrich Theodor Grütter (Hrsg.): Das Zeitalter der Kohle. Eine europäische Geschichte. Katalogbuch zur Ausstellung des Ruhr Museums und des Deutschen Bergbau-Museums auf der Kokerei Zollverein, 27. April bis 11. November 2018, Essen 2018.
- Michael Farrenkopf (Hrsg.): Blickpunkt Bergwerk. Fotografien von Michael Bader. Katalog zur Ausstellung im Deutschen Bergbau-Museum Bochum, 05. Juni bis 31. August 2018, Bochum 2018 (= Veröffentlichungen aus dem Deutschen Bergbau-Museum Bochum, Nr. 227; = Schriften des Bergbau-Archivs, Nr. 32).
- Michael Farrenkopf, Regina Göschl (Hrsg.): Gras drüber … Bergbau und Umwelt im deutsch-deutschen Vergleich. Begleitband zur Sonderausstellung des Deutschen Bergbau-Museums Bochum im Jahr 2022, Berlin/Boston 2022 (= Veröffentlichungen aus dem Deutschen Bergbau-Museum Bochum, Nr. 251; = Schriften des Montanhistorischen Dokumentationszentrums, Nr. 44).